# Paula Partido
Paula Partido Durán (Madrid; 2 de marzo de 2005) es una futbolista española que juega como delantera en el Sevilla FC, cedida por el Real Madrid Club de Fútbol. Es internacional con las categorías inferiores de la selección española.

## Trayectoria

### Inicios en Madrid
Paula se inició en el fútbol en los equipos formativos Club Deportivo Covibar y Rivas Fútbol Club entre 2013 y 2017 —periodo en el cual se proclamó campeona de España con la selección autonómica madrileña sub-13—, antes de pasar a las categorías del Madrid Club de Fútbol y Club Deportivo TACON. Su estancia en este último le permitió, ya en 2020, acceder a la disciplina del Real Madrid Club de Fútbol tras la fusión por absorción llevada a cabo por la entidad madridista. Iniciada en el equipo juvenil, compaginó el ataque con labores de centrocampista volante, generalmente en su habitual banda derecha, donde sus actuaciones —siete tantos y numerosas asistencias en apenas ocho encuentros—, la llevaron a debutar con el equipo filial esa misma temporada. Allí anotó otros siete goles en doce encuentros. Su debut se produjo el 15 de noviembre frente al Atlético Pinto, y en donde anotó un gol.
Para el nuevo curso compaginó el filial Real Madrid Club de Fútbol "B" con alguna presencia en el primer equipo. Su debut en competición nacional se produjo el 5 de septiembre de 2021 frente al Torrelodones Club de Fútbol, tras disputar como titular la primera hora del encuentro de la Primera Nacional. Su buena progresión la hizo ser parte de varios entrenamientos con el primer equipo, con el que debutó finalmente el 13 de octubre en competición internacional. El encuentro, correspondiente a la segunda jornada de la Liga de Campeones ante el Ungmennafélag Breiðablik Kópavogur islandés, finalizó con victoria madridista por 5-0, y Paula entró a falta de 20 minutos para la conclusión del encuentro sustituyendo a Caroline Møller.

## Selección
Integrante de las categorías inferiores de la selección española, fue convocada por primera vez con el combinado sub-17 de Kenio Gonzalo en mayo de 2021 para unas sesiones de entrenamiento. Posteriormente, tras ser incluida como integrante del equipo, debutó el 24 de septiembre frente a Irlanda del Norte, con victoria por 3-0, correspondiente a la fase de clasificación para el Europeo sub-17 de Bosnia 2022.

## Estadísticas

### Formativas
| Club                   | Temporada        | Div.             | Liga  | Liga  | Ascenso | Ascenso | Regional | Regional | Total | Total | Media goleadora |
| Club                   | Temporada        | Div.             | Part. | Goles | Part.   | Goles   | Part.    | Goles    | Part. | Goles | Media goleadora |
| ---------------------- | ---------------- | ---------------- | ----- | ----- | ------- | ------- | -------- | -------- | ----- | ----- | --------------- |
| C. D. TACON            | 2019-20          | Juv.             | 19    | 18    | –       | –       | –        | –        | 19    | 18    | 0.95            |
| Real Madrid C. F. Juv. | 2020-21          | Juv.             | 8     | 7     | –       | –       | –        | –        | 8     | 7     | 0.88            |
| Total formativas       | Total formativas | Total formativas | 27    | 25    | 0       | 0       | 0        | 0        | 27    | 25    | 0.93            |
| 1. 2.                  |                  |                  |       |       |         |         |          |          |       |       |                 |

### Clubes
Actualizado al último partido disputado el 1 de agosto de 2022.
| Club                  | Temporada     | Div.          | Liga  | Liga  | Copa  | Copa  | Internacional | Internacional | Total | Total | Media goleadora |
| Club                  | Temporada     | Div.          | Part. | Goles | Part. | Goles | Part.         | Goles         | Part. | Goles | Media goleadora |
| --------------------- | ------------- | ------------- | ----- | ----- | ----- | ----- | ------------- | ------------- | ----- | ----- | --------------- |
| Real Madrid C. F. "B" | 2020-21       | Pref.         | 12    | 7     | –     | –     | Inaccesibles  | Inaccesibles  | 12    | 7     | 0.58            |
| Real Madrid C. F. "B" | 2021-22       | P. Nac.       | 13    | 3     | –     | –     | Inaccesibles  | Inaccesibles  | 13    | 3     | 0.23            |
| Real Madrid C. F. "B" | 2022-23       | 2.ª Fed.      | –     | –     | –     | –     | Inaccesibles  | Inaccesibles  | 0     | 0     | 0               |
| Real Madrid C. F.     | 2021-22       | 1.ª           | 2     | –     | 1     | –     | 1             | –             | 4     | 0     | 0               |
| Total carrera         | Total carrera | Total carrera | 27    | 10    | 1     | 0     | 1             | 0             | 29    | 10    | 0.34            |
| 1. 2. 3.              |               |               |       |       |       |       |               |               |       |       |                 |